# Donald Judd
Donald Clarence Judd (* 3. Juni 1928 in Excelsior Springs, Missouri; † 12. Februar 1994 in New York) war ein US-amerikanischer Maler, Bildhauer und Architekt. Er gilt neben Robert Morris (1931–2018) und Sol LeWitt (1928–2007) als einer der Hauptvertreter des Minimalismus, der sich Mitte der 1960er Jahre in New York entwickelt hatte.

## Leben und Werk

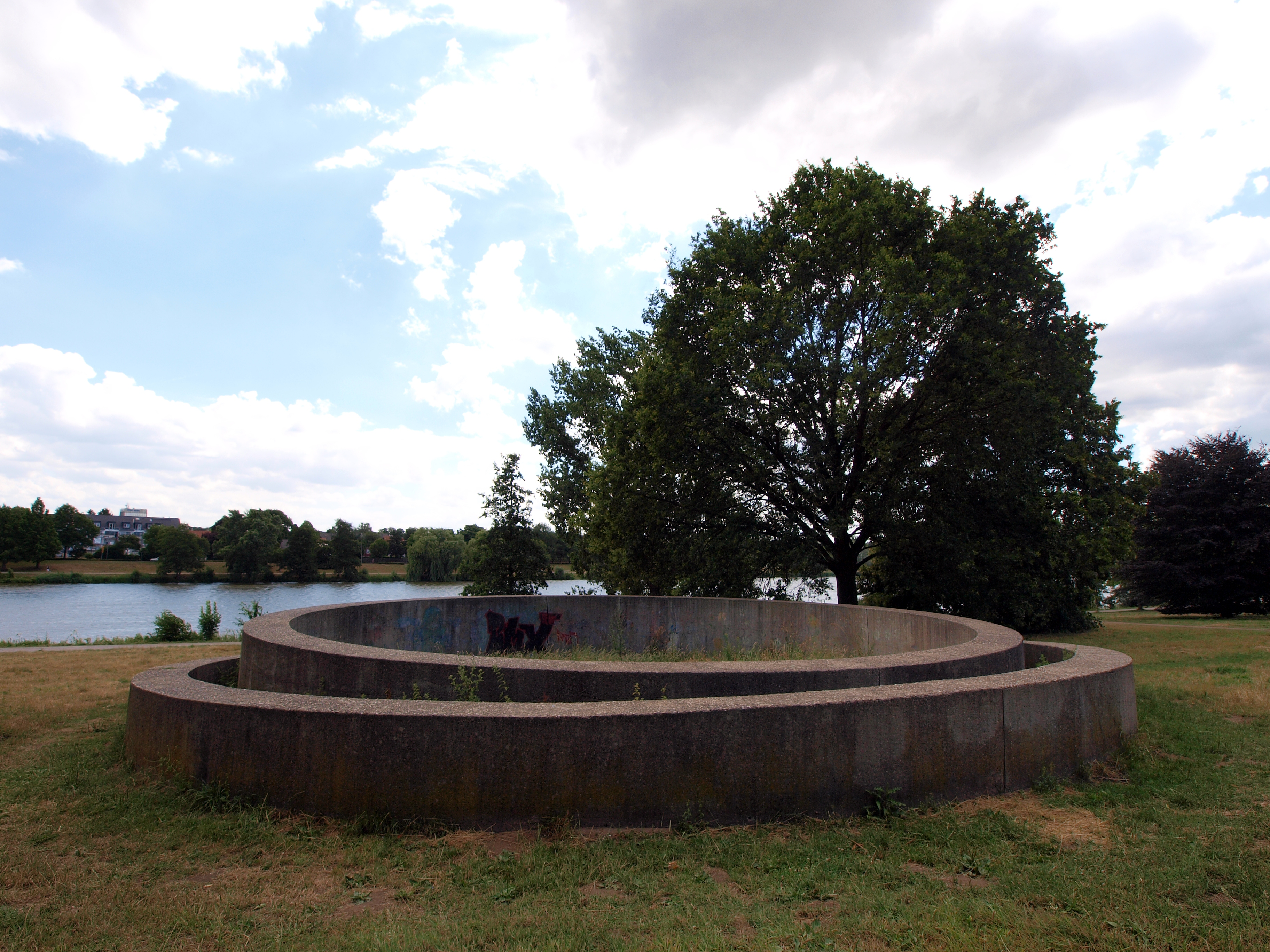
Skulptur Ohne Titel von Donald Judd in Münster

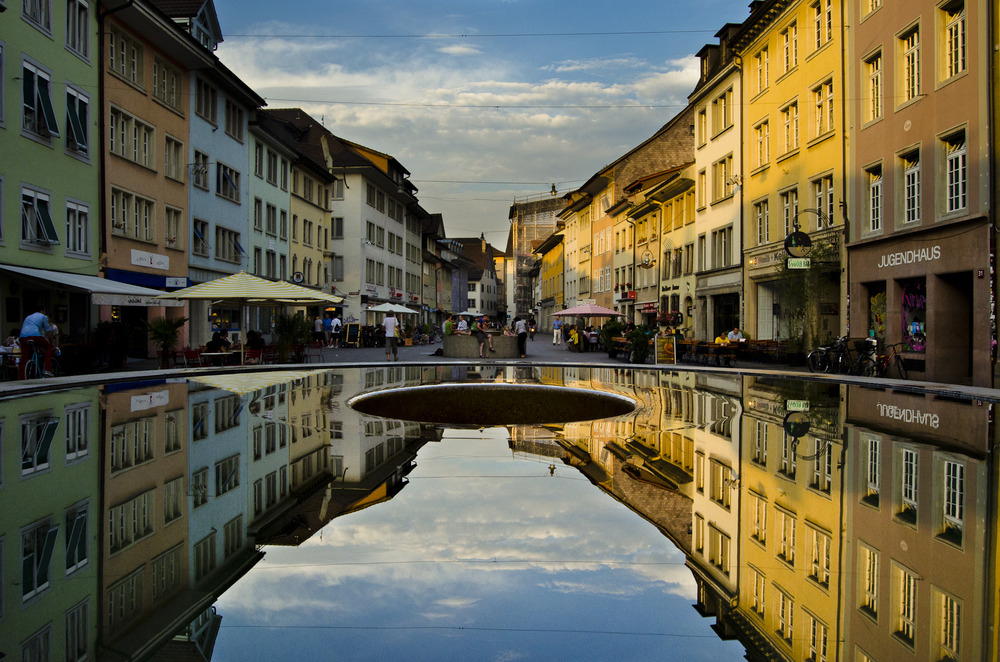
Die Judd-Brunnen in der Winterthurer Altstadt

Nach dem Abgang von der High School in New Jersey diente Judd 1946-47 in der U.S. Army, bevor er 1948 sein Studium am College of William & Mary in Williamsburg, Virginia, aufnahm. Im darauffolgenden Jahr wechselte er zur Columbia University in New York, wo er 1953 cum laude mit einem Bachelor der Philosophie abschloss. Im selben Zeitraum belegte er auch Mal- und Zeichenkurse an der Art Students League. 1957 kehrte er zu Columbia zurück, um ein Master's Studium der Kunstgeschichte unter Meyer Schapiro und Rudolf Wittkower zu beginnen.
Von 1959 bis 1965 arbeitete er als freier Kritiker für die Kunstzeitschriften Art News, Arts Magazine und Art International. Als er als Künstler bekannt wurde, hatte er sich als Kunstkritiker, durch die intensive Beschäftigung mit europäischer und junger amerikanischer Kunst, bereits einen Namen gemacht.
Judd begann seine Laufbahn zwar als Maler, wollte aber nicht, dass seine Bilder nur an der Wand hängen. Anfang der 60er Jahre integrierte er gefundene Objekte in zweidimensionale Werke, um Tiefe nicht nur durch Illusion zu erhalten. „Tatsächlicher Raum ist wirklich aussagestärker und spezifischer als Farbe auf einer flachen Ebene.“
Als er 1962 sein erstes freistehendes, dreidimensionales Objekt schuf, verließ Judd die Malerei und postierte in der Folge einfache Boxen aus Holz ohne Podest im Raum (so wie bereits Alexander Rodtschenko am Anfang der 1920er Jahre). So wurden sie zu Elementen des Raums, wirkten direkt auf ihre Umgebung und veränderten diese. Judds Gruppierungen aus Kuben und Quadern, die als Boden- oder Wandstücke konzipiert waren, wurden berühmt. Trotz „strenger Klarheit“ der Arbeiten entstanden Wechselwirkungen von offenen und geschlossenen Volumen, Innen- und Außenformen, transparenten und kompakten Oberflächen. Judds Kunst aktivierte Zwischenräume, die Architektur des Ortes und die Wahrnehmung des Betrachters.
1968 erwarb Judd in Manhattan ein fünfgeschossiges Haus aus den 1890er Jahren in der Spring Street 101. Die aus Gusseisen errichtete ehemalige Textilfabrik nutzte er als Atelier und Wohnhaus für sich und seine Familie. Es ist heute der Sitz der Judd Foundation und kann (nach einer Totalsanierung 2013) besichtigt werden.
Seit den 1970er Jahren lebte der Künstler vor allem in Marfa, Texas, wo er Land und mehrere Gebäude erworben hatte und mit Hilfe der Dia Art Foundation den Museumskomplex der Chinati Foundation gründete, um fern vom Kunstbetrieb sein Werk – und das befreundeter Künstler – exemplarisch zu präsentieren. In Eichholteren (CH) am Vierwaldstättersee baute er von 1989 bis 1993 ein ehemaliges Hotel zu einem Wohngebäude um, das er für seine Aufenthalte in der Schweiz, etwa für die Fertigung seiner Aluminiumobjekte mit der Alu Menziken AG, nutzte.
Im Jahre 1990 eröffnete Judd ein Atelier in Köln. Er schrieb auch für die Kunstzeitung Artforum und ist der Verfasser dutzender Essays und Statements über Kunst, den Kunstbetrieb, Architektur, sowie sozialer und politischer Themen.

## Specific Objects
1965 veröffentlichte Donald Judd den Essay „Spezifische Objekte“, der zu einem Haupttext der Minimal Art avancierte. Darin definierte er eine Gruppe von dreidimensionalen Arbeiten jenseits der Gattungsdefinition von Malerei und Skulptur, zu denen er auch seine eigenen Werke zählte: „The newest thing about it is its broad scale. Its materials are somewhat more emphasized than before. [...] Materials vary greatly and are simply materials - formica, aluminium, coldrolled steel, plexiglas, red and common brass, and so forth. They are specific.“ Diese dreidimensionalen Objekte, so Judd, verwiesen auf nichts außerhalb ihrer eigenen Präsenz und Materialität. Durch die Verwendung von „reduzierten, geometrischen Grundformen“ aus „industriellen Werkstoffen“ erschuf der Künstler eine Ästhetik der Reduktion. Klarheit und Symmetrie sind Schlüsselbegriffe seiner Theorie, ebenso Material, Realraum, Farbe, Volumen, Licht und Oberfläche. Kritiker der Minimal Art wie Clement Greenberg rückten Donald Judds „Spezifische Objekte“ in die Nähe funktionaler Möbel und wollten sie aufgrund dessen nicht als eigenständige Kunstwerke anerkennen. Die Kritik an ihnen verstärkte sich auch durch die für die Minimal Art typische, arbeitsteilige Fertigung der Objekte. Sie wurden häufig in Zusammenarbeit mit spezialisierten Werkstätten erschaffen.

## Auszeichnungen und Ehrungen
- 1968: Stipendium John Simon Guggenheim Memorial Foundation
- 1987: „Skowhegan Medaille“ für Skulptur und „Brandeis University Medaille“ für Skulptur
- 1991: Auszeichnung der Frederick R. Weisman Art Foundation
- 1992: Mitglied der „Littlefield Society“ an der Universität Texas in Austin
- 1992: Mitglied der „Königlichen Akademie der Schönen Künste“, Stockholm
- 1993: Preis der Stankowski-Stiftung, Stuttgart
- 1993: Sikkens-Preis, Niederlande

## Ausstellungen (Auswahl)
- 1963: Don Judd, Green Gallery, New York, NY, 17. Dezember 1963 – 11. Januar 1964.
- 1965: 8. Biennale von São Paulo, São Paulo, Brasilien
- 1968: Don Judd, The Whitney Museum of American Art, New York, NY, 26. Februar – 24. März 1968
- 1968: 4. documenta, Kassel
- 1970: Don Judd, Van Abbemuseum, Eindhoven, Niederlande, 16. Januar – 1. März, 1970; später Folkwang Museum, Essen, 11. April – 10. Mai, 1970; Kunstverein Hannover, 20. Juni – 2. August 1970; Whitechapel Art Gallery, London, 29. September – 1. November, 1970
- 1971: Don Judd, Pasadena Art Museum, Pasadena, Kalifornien, 11. Mai – 4. Juli 1971
- 1975: Donald Judd, The National Gallery of Canada, Ottawa, Kanada, 24. Mai – 6. Juli 1975
- 1976: Donald Judd: Skulpturen, Kunsthalle Bern, 14. April – 30. Mai 1976
- 1976: Donald Judd: Zeichnungen/Drawings. 1956–1976, Kunstmuseum Basel, 14. April – 23. Juni 1976; später: Kunsthalle Tübingen, 5. Juni – 6. Juli 1976; Museum Moderner Kunst/Museum des 20. Jahrhunderts, Wien, 3. – 28. August 1977; Musée d'Art et d'Histoire, Genf, 14. Oktober – 13. November 1977.
- 1976: 37. Biennale von Venedig, Venedig
- 1977: Donald Judd für Josef Albers, Moderne Galerie Bottrop, 8. Mai – 12. Juni 1977
- 1978: Donald Judd, Nationalgalerie, Berlin, Januar 1978.
- 1979: Donald Judd, Van Abbemuseum, Eindhoven, 26. April – 2. Juni 1979
- 1982: documenta 7, Kassel
- 1987: Donald Judd Skulpturen 1965 - 1987, Van Abbemuseum, Eindhoven, 26. April – 8. Juni; später Städtische Kunsthalle, Düsseldorf, 27. Juni – 9. August; Musée d'Art Moderne de la Ville de Paris, 8. Dezember – 7. Februar 1988; Fundació Joan Miró, Barcelona, 25. Februar – 24. April 1988; Castello di Rivoli, Turin, 4. Juni – 30. September 1988
- 1988: Donald Judd, The Whitney Museum of American Art, New York, 20. Oktober – 31. Dezember 1988; später: Dallas Museum of Art, Dallas, 12. Februar – 16. April 1989
- 1989: Donald Judd: Architektur, Westfälischer Kunstverein, Münster, 16. April 16 – 4. Juni 1989
- 1989: Donald Judd, Staatliche Kunsthalle Baden-Baden, 27. August – 15. Oktober 1989
- 1990: Donald Judd, Kunstverein St. Gallen, 21. April – 29. Juli 1990
- 1991: Donald Judd: Architektur, Österreichisches Museum für angewandte Kunst, Wien, 13. Februar – 8. April 1991
- 1992: Donald Judd: Möbel, Kasseler Kunstverein, 11. Juni – 20. September 1992.
- 1993: Donald Judd Möbel Retrospektive, Museum Boymans-van Beuningen, Rotterdam, 25. April – 20. Juni 1993; später: Villa Stuck, München, 29. Juli – 3. Oktober 1993
- 1993: Kunst + Design: Donald Judd, Museum Wiesbaden, 12. Dezember 1993 – 6. März 1994; später: Städtische Kunstsammlungen Chemnitz, 19. Juni – 31. Juli 1994; Badisches Landesmuseum, Karlsruhe, 27. August – 20. November 1994; The Museum of Modern Art, Oxford, 15. Januar – 26. März 1995; Kunsthallen Brandts Klaedefabrik, Odense, 30. Juni – 1. Oktober 1995
- 1993: Donald Judd: Prints 1951–1993, Retrospektive der Druckgraphik, Haags Gemeentemuseum, Den Haag, 26. November 1993 – 31. Januar 1994; später: Haus für konstruktive und konkrete Kunst, Zürich, 3. September – 6. November 1994; Österreichisches Museum für angewandte Kunst, Wien, 16. November 1994 – 22. Januar 1995; Institut Valencia d’Art Modern, Valencia, 23. Februar – 16. April 1995; Museum Wiesbaden, 8. September – 24. November 1996
- 2000: Donald Judd: Farbe, Sprengel Museum, Hannover, 16. Januar – 30. April; später: Kunsthaus Bregenz, 12. Mai – 9. Juli 2000; Musée d’Art Moderne et d’Art Contemporain de la Ville, Nizza, 7. Oktober 2000 – 21. Januar 2001
- 2002: Donald Judd: Der ganze Raum – Das Frühwerk 1955–1968, Kunsthalle Bielefeld, 5. Mai – 21. Juli 2002; später: The Menil Collection, Houston, 31. Januar – 27. April 2003
- 2004: Donald Judd, Tate Modern, London, 5. Februar – 25. April 2004; später: K20 Kunstsammlung Nordrhein-Westfalen, Düsseldorf, 19. Juni – 5. September 2004; Kunstmuseum Basel, 2. Oktober 2004 – 9. Januar 2005
- 2011: Donald Judd-A Good Chair Is a Good Chair, Die Neue Sammlung, München
- 2013: Donald Judd, Los Angeles County Museum of Art, Los Angeles, 2. Februar – 4. August 2013.
- 2018: Donald Judd: Specific Furniture, San Francisco Museum of Modern Art, 14. Juli – 4. November 2018
- 2020: Judd, Museum of Modern Art, New York. 1. März 2020.

## Öffentliche Sammlungen
- Buffalo AKG Art Museum, Buffalo, New York
- Art Gallery of New South Wales, Sydney
- Art Institute of Chicago
- The Broad, Los Angeles
- Centre national des arts plastiques, Avignon
- Centre Pompidou, Paris
- Chinati Foundation Marfa, Texas
- Cleveland Museum of Arts, Ohio
- Colección De Arte Contemporaneo Fundacion La Caixa, Barcelona
- Cranbrook Art Museum, Bloomfield Hills, Michigan
- Crystal Bridges Museum, Bentonville, Arkansas
- Dallas Museum of Art
- Denver Art Museum
- Des Moines Art Center
- Detroit Institute of Arts
- Dia:Beacon, New York
- Fundación Helga de Alvear, Cáceres, Spanien
- Governor Nelson A. Rockefeller Empire State Plaza Art Collection, Albany, NY
- Hallen für Neue Kunst, Schaffhausen
- Hirshhorn Museum and Sculpture Garden, Washington D.C.
- Indiana University Art Museum, Bloomington
- Israel-Museum, Jerusalem
- Judd Foundation, New York/Texas
- Königliche Museen der Schönen Künste, Brüssel
- Kunstmuseum Basel
- Kunstmuseum Bern
- Kunstmuseum St. Gallen
- Leeum, Samsung Museum of Art, Seoul
- Lehmbruck-Museum, Duisburg
- Lentos Kunstmuseum, Linz
- Los Angeles County Museum of Art
- Menil Collection, Houston, Texas
- Metropolitan Museum of Art, New York
- Migros Museum für Gegenwartskunst
- Milwaukee Art Museum, Wisconsin
- Moderna Museet, Stockholm
- Mumok, Wien
- Musée d'art moderne et contemporain, St. Etienne
- Musée de Grenoble
- Musée départemental d'Art ancien et contemporain, Epinal
- Museo de Arte Contemporáneo de Barcelona
- Museo Nacional Centro de Arte Reina Sofía, Madrid
- Museum Boijmans Van Beuningen, Niederlande
- Museum für angewandte Kunst, Wien
- Museum für Moderne Kunst, Frankfurt
- Museum für Moderne Kunst, Shiga, Japan
- Museum Ludwig, Köln
- Museum of Contemporary Art, Chicago
- Museum of Fine Arts, Houston, Texas
- Museum of Modern Art, New York
- Museum Wiesbaden
- National Gallery of Art, Washington D.C.
- National Gallery of Australia
- Nationalmuseum für Moderne Kunst, Tokyo
- Pinakothek der Moderne, München
- Pinault Collection, Venedig
- Seattle Art Museum, Seattle
- Sammlung FER Collection, Ulm
- Sammlung Rolf Ricke
- San Francisco Museum of Modern Art
- Skulptur Projekte, Münster
- Sprengel Museum, Hannover
- Storm King Art Center, Mountainville, New York
- Solomon R. Guggenheim Museum, New York
- Smithsonian American Art Museum, Washington DC
- Tate Modern und the Tate Britain, London
- Teheraner Museum für Zeitgenössische Kunst, Iran
- Van Abbemuseum, Eindhoven, Niederlande
- Virginia Museum of Fine Arts, Richmond, Virginia
- Walker Art Center, Minneapolis
- Western Washington University Public Sculpture Collection
- Whitney Museum of American Art, New York

## Ausstellungskataloge
- Peter Noever (Hrsg.): Donald Judd. Architektur. Hatje Cantz, Ostfildern-Ruit 2003, ISBN 3-7757-1132-5 (Publikation anlässlich der gleichnamigen Ausstellung im Museum für angewandte Kunst, MAK Wien, 14. Februar–8. April 1991).
- Ann Temkin (Hrsg.): Judd. The Museum of Modern Art, New York, 2020, ISBN 978-1-63345-032-5 (Publikation anlässlich der gleichnamigen Ausstellung im Museum of Modern Art, New York. 1. März 2020).